# Associazione Sportiva Edera
L'Associazione Sportiva Edera è una società polisportiva fondata a Trieste il 20 settembre 1904.
La società polisportiva, una delle più antiche d'Europa, ha contato nel momento di massima gloria ben 37 discipline tra cui calcio maschile e femminile, calcio a 5, nuoto, pallanuoto, rugby, baseball, cricket, pallavolo, hockey su prato, triathlon, atletica leggera, canoa polo e, in epoche meno recenti, basket, ciclismo, pattinaggio artistico e hockey su pista. Nuove sezioni sono state aggiunte recentemente, in particolare football americano, motociclismo.
Il Consiglio nazionale del CONI, nella XXX sessione del 7 maggio 1969, ha conferito all'A.S. Edera Trieste la Stella d'oro al merito sportivo.
Dal 2013 la società cura oltre al pattinaggio artistico l'attività di hockey in-line giovanile.

## Calcio
La squadra di calcio maschile ha vinto il campionato di Seconda Divisione 1927-1928, poi si è fusa con il Ponziana diventando A.S.P.E. (Associazione Sportiva Ponziana Edera). Con questo nome e con maglia bianca cerchiata di nero, rosso e azzurro sormontati dalla Torre di Trieste e al braccio un nastrino tricolore a ricordare il titolo di Seconda Divisione appena conquistato, ha disputato il campionato di Prima Divisione 1928-1929. Ritornata col nome di Edera, nel dopoguerra ha militato in Serie C fino al 1952.

## Pallacanestro
La squadra di pallacanestro maschile ha giocato in Serie A nel 1946-47, arrivando terza nel girone IV. Nel 1948-49 è arrivata terza nel girone B di Serie B, sfiorando la promozione.

## Hockey su pista
La sezione di hockey su pista maschile è nata nel 1945. Con l'allenatore Luigi Gallina ha conquistato nel 1947 il Trofeo Città di Trieste e nel 1948 lo scudetto, il Torneo del 1º maggio e il Torneo internazionale di Trieste. Si è ritirata nel 1956. È ritornata nel 2010 partecipando alla Serie B ma si è ritirata nel campionato 2011-2012.

## Hockey in-line
L'attività di hockey in-line maschile, nata nel 2003, ha partecipato a diversi campionati vincendo il campionato di serie B 2002 - 2003, il campionato di serie A2 2003 - 2004, fino a conquistare il titolo di campione d'Italia 2011. Nel 2012, dopo la conquista della finale di playoff in serie A1 la squadra Senior viene sciolta. Dal 2013 la società cura l'attività giovanile.